# 포커 페이스 (2022년 영화)
《포커 페이스》(영어: Poker Face)는 2022년 공개한 미국의 범죄, 스릴러 영화이다. 국내에서는 2023년 3월 23일에 개봉했다. 러셀 크로 연출 및 주연, 리암 헴스워스, 엘사 파타키 등이 출연했다.

## 출연진

### 주연
- 러셀 크로 - 제이크 폴리 역

### 조연
- 엘사 파타키 - 페넬로피 역
- 리암 헴스워스 - 마이클 낸커비스 역
- 르자 - 앤드류 존슨 역
- 브룩 새치웰 - 니콜 폴리 역
- 에이든 영 - 알렉스 해리스 역
- 스티브 바스토니 - 폴 무치노 역
- 다니엘 맥퍼슨 - 샘 매킨타이어 역
- 폴 타손 - 빅터 역
- 잭 톰슨 - 샤먼 빌 역